# HOMO/LUMO

一个分子中的HOMO和LUMO的示意图：每个圈代表轨道中的电子；当基态分子中HOMO上的一个电子吸收了特定频率的光线可以跃迁到LUMO上，从而成为激发态分子

HOMO和LUMO分别指最高占据分子轨道（Highest Occupied Molecular Orbital）和最低未占分子轨道（Lowest Unoccupied Molecular Orbital）。根据前线轨道理论，两者统称前线轨道。HOMO与LUMO之间的能量差称为「能带隙」，有时可以用来衡量一个分子是否容易被激发：带隙越小，分子越容易被激发。
在有机半导体和量子点中的HOMO与无机半导体中的价带类似，而LUMO则与导带类似。
当分子二聚或高聚时，两个分子的分子轨道之间的相互作用会引起HOMO与LUMO的分裂。当分子相互作用时，每一个能级分裂成彼此能量相距很小的振动能级。当有足够的分子使得这种相互作用足够强烈时（如在高聚物中），这些振动能级的差距变得很小，使得它们的能量几乎可以看成是连续的。这时我们就不再叫它们能级了，而是改称能带。

## SOMO
SOMO指的是单占分子轨道（Singly occupied molecular orbital），它指的是自由基的HOMO。